# Féltranzitív gráf
A matematika, azon belül a gráfelmélet területén egy G gráf féltranzitív, ha egyszerre csúcs- és éltranzitív, de nem szimmetrikus. Más szavakkal, egy gráf akkor féltranzitív, ha automorfizmus-csoportja tranzitív módon hat a csúcsaira és az éleire is, de nem hat tranzitívan a szomszédos csúcsok rendezett párjaira nézve.

A Holt-gráf a legkisebb féltranzitív gráf. A rajzból látható a tükörszimmetria hiánya, ami aláhúzza, hogy az élek nem ekvivalensek inverzeikkel.

Minden összefüggő szimmetrikus gráf csúcs- és éltranzitív, páratlan fokú gráfokra az állítás megfordítása is igaz, tehát páratlan fokszámú féltranzitív gráfok nem léteznek. Léteznek azonban páros fokszámú féltranzitív gráfok. A legkisebb féltranzitív gráf a Holt-gráf, 4-es fokszámmal és 27 csúccsal.